# آر (لغة برمجة)
لغة البرمجة آر هي بيئة برمجية إحصائية للتنهيج والرسم، اخترعها روس ايهاكا وروبيرت جنتلمان وسميت بلغة R تيمناً بإسميهما؛ لغة آر هي بيئة عمل برمجية للإحصاء الحاسوبي تسمح بإجراء التطبيقات الإحصائية من جهة وبناء البرامج الإحصائية من جهة أخرى. هي مفتوحة المصدر، وهناك نسخة مجانية لها من لغة البرمجة الإحصائية (+Splus(S والتي تعتمد على اللغة آس (S). يمكن إدخال المعطيات إلى لغة R يمكن أن تكون أشعة أو مصفوفات أو سلاسل زمنية وقد تكون توابع أو رسوم بيانية.إن ّ لغة R هي لغة تابعية يعني كل أمر من أوامرها هو تابع يقبل العديد من الوسطاء ومن مزاياها أنها تمتلك واجهة لغة HTML مما يساعد على تنفيذ الأوامر البرمجية بسهولة.

## التاريخ
لغة آر هي تطبيق للغة برمجة أس (S Programming) مدمجةً مع دلالات الفحص المفرداتي المستلهمة من لغة برمجة أخرى تدعى سكيم (Scheme). وأس كانت قد أُنشئت من قبل جون جامبيرس (John Chambers) في مختبرات بل. هناك بعض الاختلافات عن لغة أس لكن معظم الشفرة البرمجية لم تتغير.
أُنشئت لغة آر من قبل روس ايهاكا وروبيرت جينتلمان في جامعة أوكلاند في نيوزيلندا، ويتم تطوير اللغة حالياً من قبل فريق تطوير آر المركزي والذي يضم جون جامبرس من ضمن أعضاءه. لغة آر سُميت بشكل جزئي من أسماء اثنين من منشئيها وكنوع من المقاربة مع تسمية أس. ظهر التصور الأولي للمشروع في عام 1992 مع نسخة أولية صدرت في عام 1995 وأول نسخة بيتا مستقرة في سنة 2000.

## أنواع البيانات
تضم لغة آر عدداً من أنواع البيانات والتي يُمكن تمييزها من خلال أمر كلاس (class) الذي يعطي نوع البيانات وتشمل الأنواع: المنطقية (Logical) وتشتمل على متغيري الصح والخطأ (true, false) المألوفة في سائر لغات البرمجة؛ الرقمية (Numeric) ويُمكن أن تستوعب أي رقم مهما بلغت سعته وبوجود أي عدد من المراتب العشرية؛ الأعداد الصحيحة (integer) وتشمل أي عدد صحيح؛ المركبة (complex) وتشمل الأعداد الحقيقية؛ الرموز (character) وتشمل الرموز كافة وتخزن الرموز على هيئتها دون اعتبار حقيقة محتواها كالأرقام وعلامات الجمع والطرح كما في لغات البرمجة الأخرى؛ الخام (row) وتقوم بخزن الرموز بالارقام من نظام العد الستة عشري. المثال أدناه يبين استخدام دالة كلاس للحصول على نوع المتغير:
```
v <- TRUE 
print(class(v))
```

وينتج من هذا الأمر:
```
[1] "logical"
```

## مواضيع ذات علاقة
- لغة البرمجة آس

## وصلات خارجية
- الموقع الرسمي
- لغة البرمجة آر على موقع Free Software Directory (الإنجليزية)
- لغة البرمجة آر على موقع Framasoft (الفرنسية)